# Claus Colliander

Claus Colliander (født 1955) er en dansk erhvervsmand, der er partner i Egon Zehnder International og tidligere bestyrelsesformand i J.C. Hempels Fond. Colliander, der er student fra Vallensbæk Statsskole og uddannet fra INSEAD og er desuden civilingeniør, har desuden siddet i en lang række bestyrelser, herunder ejendomsselskabet Victoria Properties, hvor han var formand 2006-7.
Desuden var han indtil 2010 i præsidiet for Kronprinsesse Marys fond Mary Fonden.
I fritiden er Claus Colliander ivrig jæger.
Colliander medvirkede i 1990 i Per Ingolf Mannstaedts dokumentarfilm Statens død.